# Estimulación vibratoria del pene
La estimulación vibratoria del pene (EVP) es un tratamiento no quirúrgico, que explora la estimulación a través de la vibración de los nervios genitales aferentes, para provocar erecciones, y eventualmente eyaculaciones. Su uso abarca a varones humanos y de otras especies. No requiere anestesia y no es invasivo, ni afecta a la calidad del semen, por lo que puede ser usado en hombres con lesiones espinales para conseguir un embarazo a través de la inseminación artificial. Es el principal tratamiento recomendado en hombres con lesiones de la columna vertebral. [cita requerida]

## En hombres
En personas trata diversas disfunciones sexuales, como la disfunción eréctil o la aneyaculación, 
y lesiones espinales. 

Es el principal tratamiento para hombres con lesiones de columna vertebral que quieran obtener su semen, ya que presenta una tasa de efectividad del 80 %. 

Para hombres con disfunciones sexuales es efectivo para inducir la eyaculaciones incluso cuando no lo consiguen mediante la masturbación. 

También se muestra efectivo cuando una afección del sistema nervioso como la esclerosis múltiple o neuropatías impiden la normal función sexual.
Un estudio realizado en hombres sanos y jóvenes, a los que se le aplica una vibración de 75 Hz con estimulación ventral sin estimulaciones visuales externas, refleja que se consigue un 60 % de efectividad.
Otros estudios concretan la efectividad según la lesión y la amplitud de la vibración. En general, más pacientes consiguieron eyacular con una amplitud alta (54,4 %) frente a baja amplitud (39,9 %). Ambas amplitudes se mostraron efectivas para hombre con lesiones medulares en C3 a C7, T1 a T5, T6 a T10 y T11 a L3. Las amplitudes altas tienen mayor tasa de éxito en hombres con lesiones en la C3 a C7 (65,6 %). Según este último estudio llevado a cabo en 653 individuos, el método es efectivo ya que el 100 % eyacularon en los ensayos en los dos minutos posteriores al inicio de la estimulación. Además, todos los estudios concluyen que no altera la calidad del semen, si bien, el volumen eyaculado es significativamente mayor a altas amplitudes. No requiere inversión alta de tiempo ni dinero.

## En animales

### Introducción
En animales es frecuente llevar a cabo recolecciones seminales con el objetivo del estudio de la biología reproductiva andrológica, de la preservación de gametos y de la inseminación artificial. Hasta el momento las técnicas más frecuentes eran la electroeyaculación por sonda bipolar rectal, estimulación directa en el pene (masturbación o automastrubación), lavado vaginal post-eyaculación, punción epidídimal y la EVP. 

### EVP en animales
La EVP es la más novedosa. Es una técnica no invasiva que no representa mayores consecuencias para los animales y que permite obtener muestras de mayor calidad que con los métodos anteriores, ya que evita el riesgo de contaminación por bacterias, produce eyaculaciones mayores y permite un mayor aprovechamiento de estas.